# 伊藤熹朔賞
伊藤熹朔賞（いとうきさくしょう）は、日本の舞台美術家の伊藤熹朔を記念して、「熹朔の会」により1968年に創設された、舞台美術の賞。1973年からは日本舞台テレビ美術家協会が賞の運営を引き継ぎ、テレビ部門と舞台部門の両部門が対象となった。回次は1973年を第1回として新たに振られたが、1999年の第27回からは、テレビ部門と舞台部門が分離し、日本テレビ美術家協会と日本舞台美術家協会がそれぞれ独自に顕彰を行っている。日本舞台美術家協会では、2021年の法人化に伴い、賞名を「伊藤熹朔記念賞」と改めた。

## 概要
伊藤熹朔賞は1968年3月、川口松太郎、池島信平、宇野重吉、東山千恵子、杉村春子、菊田一夫ら34名の会員からなる「熹朔の会」が母体となって創設された。新劇、商業演劇の区別なく、各方面からのアンケートを元に選考し賞金は10万円。賞の創設を記念し、3月30日に朝日講堂で講演会、4月5日から1週間にわたり東急百貨店日本橋店で伊藤熹朔の舞台装置130点を展示する「遺作展」が開催された。
第3回の代表は大仏次郎で、この回から選考はアンケートではなく、戸板康二、尾崎宏次、石沢秀二、藤田洋の4氏に委嘱された。
1973年から事業を引き継いだ日本舞台テレビ美術家協会は、日本の舞台とテレビスタジオで活動するデザイナーが加入している協会で、舞台テレビ美術展の開催、ステージデザイン作品集の出版などを行うと共に、中堅デザイナーの海外派遣も行ない、伊藤熹朔賞や新人賞などでデザイナーの社会的認知に尽力していた。1977年に特別賞、1986年に新人賞、1996年に奨励賞が新設されている。
1999年からテレビ部門を引き継いだ日本テレビ美術家協会は、英文名称をJapan Television Artist Network (JTVAN) とし、2000年に東京都からNPO法人の認証を受け、その後2003年には、テレビ日本美術家協会と改称した。伊藤熹朔賞については、本賞、協会賞、特別賞を授与している。
1999年から舞台部門を引き継いだ日本舞台美術家協会は、英文名称をJapan Association of Theatre Designers & Technicians (JATDT) とし、2019年に法人化して一般社団法人となった。それに伴い、賞名を伊藤熹朔記念賞と変更した。本賞の他、新人賞、特別賞、奨励賞を授与している。

## 熹朔の会選考時の受賞者
- 第1回 1968年 篠木佐夫（舞台照明家）[9][10]
- 第2回 1969年 松本勝次（俳優座劇場舞台美術部草加工場長）[11]
- 第3回 1970年 粟津潔（グラフィックデザイナー）：映画『心中天網島』の装置[5]
- 第4回
- 第5回 1972年 安部真知：『オセロ』、『未必の故意』、その他[12]